# Stöð 2
Stöð 2 (în traducere - Canal 2) este o televiziune privată din Islanda, care aparține Corporației 365. A fost fondată și a început să emită în anul 1986, după apariția legii care desființa monopolul de stat asupra transmisiilor de televiziune din Islanda. A fost prima televiziune privată din Islanda, care a întrerupt monopolul deținut anterior de postul public islandez de televiziune, Sjónvarpið. Este o televiziune comercială, care transmite programe de interes general, majoritatea emisiunilor sale fiind filme seriale și programe internaționale de divertisment, provenite, în cea mai mare parte, din Statele Unite. Spre deosebire de postul public, Stöð 2 emite 24 de ore din 24.

## Modalități de finanțare

### Abonamente lunare
Stöð 2 emite codat o parte a programelor sale, acestea putând fi vizionate contra unei taxe lunare de abonament, în valoare de 6.590 coroane islandeze (circa 40 de euro) pentru pachetul de bază, care se poate recepționa în semnal deschis. Se pot plăti separat și alte canale suplimentare, dar acestea sunt de televiziune digitală și cresc în mod sensibil prețul abonamentului. Peste jumătate din islandezi plătesc pentru a recepționa Stöð 2.

### Alte surse
În afara taxei de abonament, canalul obține finanțare din publicitatea comercială și din sponsorizări. Dintre programele care se transmit necodat fac parte programele informative și anumite programe de producție proprie, cum sunt versiunile islandeze ale emisiunilor Pop Idol și Vrei să fii miliardar?

## Programe transmise (selecție)

### Programe de știri
- Fréttir, un program zilnic de știri de seară, la ora 18:30.
- Ísland í dag („Islanda azi”), un jurnal al diferitelor evenimente naționale din politică, cultură și divertisment, care include și rubrici de știri, sport și meteo.
- Silfur Egils, talkshow de duminică, cu interviuri ale celor care au fost subiectul știrilor din ultima săptămână.
- Kompás, o revistă a știrilor săptămânală

### Programe culturale și de divertisment

#### Programe proprii

##### Emisiuni actuale
- Eldsnöggt með Jóa Fel, emisiune cu specific gastronomic
- Sjálfstætt fólk („oameni independenți”), program de interviuri cu Jón Ársæll Þórðarson și Steingrímur Jón Þórðarson
- Logi í Beinni, un talkshow islandez găzduit de  Logi Bergmann Eiðsson
- Idol Stjörnuleit, versiunea islandeză a emisiunii Pop Idol și a emisiunilor înrudite.

##### Emisiuni din trecut
- Einu sinni var... („A fost odată”), o emisiune de povești
- Strákarnir, comedie
- Það var lagið, talent show
- Meistarinn, emisiune concurs, prezentată de Logi Bergmann Eiðsson
- Stelpurnar, spectacol de sketch-uri
- Veggfóður, emisiune despre design și stil de viață, prezentată de Vala Matt și Hálfdán Steinþórsson
- Factorul X, versiunea islandeză

#### Programe din import
Majoritatea emisiunilor transmise de Stöð 2 sunt importate din Statele Unite, Marea Britanie, Australia și Noua Zeelandă. Programele străine sunt subtitrate în limba islandeză. În general, emisiunile americane importate sunt transmise cu un decalaj de câteva luni față de data primei transmisii la televiziunea americană producătoare. Uneori emisiunile se transmit și în reluare. Programele importate includ: seriale TV (unele difuzate și în România: Familia Simpson, Anatomia lui Grey, Prison Break, Frasier, Lost, The Big Bang Theory, Prietenii tăi etc.), talkshow-uri (The Oprah Winfrey Show, The George Lopez Show, The Bernie Mac Show), reality show-uri (Beauty and the Geek, Wife Swap, Familia Osbourne), emisiuni concurs (Amazing race ș.a.), camera ascunsă (Punk'd), emisiuni gastronomice (You Are What You Eat) etc.